# Kawkab de Marrakech
El Kawkab Athlétique Club de Marrakech (en árabe: الكوكب المراكشي‎; KACM), más conocido simplemente como KAC Marrakech, es un club de fútbol de Marrakech, Marruecos. El club, fundado el 20 de septiembre de 1947, cuenta con dos Ligas de Marruecos y seis Copas. Disputa sus partidos como local en el Stade de Marrakech y actualmente juega en la Botola 1, la primera división del fútbol marroquí. El KAC es el principal club de fútbol y único campeón de liga de la ciudad de Marrakech.

## Historia
El 20 de septiembre de 1947 es la fecha de fundación del Kawkab Athlétique Club de Marrakech (KACM), que era una extensión de uno de los clubes más grandes de los barrios de Marrakech durante el Protectorado, el club Annajah, fundado a comienzos de 1940 por Idriss Talbi. El club Annajah se considera el antecedente al emblemático Kawkab Athlétique Club de Marrakech, que cedió sus jugadores en beneficio del recién nacido KAC, que también reclutó a los mejores jugadores de otros equipos en Marrakech. Inmediatamente después de la creación del equipo de fútbol surgieron otras secciones de KACM como baloncesto o balonmano. Antes de mudarse al estadio de Gueliz, el club tuvo otras sedes en diferentes barrios como Al Mouassine o Arset Elmach.
Entre 1956-1969 el club vivió su primera época de oro caracterizada por el auge en la primera división, establecida en 1956 tras la independencia de Marruecos, terminando segundo en la clasificación detrás del WAC Casablanca, antes de ganar el título en su segunda edición 1957—58, el primer título oficial de su historia. En 1963, 1964 y 1965 el club se proclamó campeón de la Copa de Marruecos. Desde 1968 hasta 1983 tuvo lugar la peor etapa de la historia del club, un período caracterizado por varios descensos a segunda división y sin ganar ningún título.
El KAC regresó a Primera división en 1984 y se proclamó campeón de Copa en 1991, campeón de Liga en 1992 y, nuevamente, campeón de Copa en 1993. El club ganó su primer título internacional en 1996, la Copa CAF, cerrando así su segunda etapa dorada de su historia.

## Entrenadores

### Entrenadores desde 2001
- Zaki Badou (2000–2001)
- Zaki Badou (2006–2007)
- Aziz El Amri (2007-2008)
- Hassan Benabicha (2008)
- Kamel Zouaghi (2008-2009)
- Hassan Benabicha (2009)
- Fathi Jamal (2009–2010)
- Jaouad Milani (2010)
- Zaki Badou (2010-2011)
- Fathi Jamal (2011)
- Aziz El Khayati (2011-2012)
- Hicham Dmiai (2012–)

## Palmarés
- Liga marroquí de fútbol: 2

1958, 1992
- Copa de Marruecos: 6

1963, 1964, 1965, 1987, 1991, 1993
- Finalista: 2

1962, 1997
- Copa CAF: 1

1996

## Participaciones en Copas de la CAF
| Temporada | Torneo                            | Ronda            | Club                  | Casa  | Visita | Global  |
| --------- | --------------------------------- | ---------------- | --------------------- | ----- | ------ | ------- |
| 1988      | Recopa Africana                   | 1                | Wallidan FC           | w.o.1 | w.o.1  | w.o.1   |
| 1993      | Copa Africana de Clubes Campeones | 1                | Horoya AC             | 5-0   | 0-1    | 5-1     |
| 1993      | Copa Africana de Clubes Campeones | 2                | Asante Kotoko         | 1-0   | 0-3    | 1-3     |
| 1995      | Recopa Africana                   | 1                | Wallidan FC           | w.o.1 | w.o.1  | w.o.1   |
| 1996      | Copa CAF                          | 1                | ASC Garde Nationale   | dq2   | dq2    | dq2     |
| 1996      | Copa CAF                          | 2                | Patronage Sainte-Anne | 2-0   | 0-0    | 2-0     |
| 1996      | Copa CAF                          | Cuartos de final | US Stade Tamponnaise  | 1-0   | 0-0    | 1-0     |
| 1996      | Copa CAF                          | Semifinales      | Kenya Breweries       | 4-1   | 0-1    | 4-2     |
| 1996      | Copa CAF                          | Final            | ES Sahel              | 2-0   | 1-3    | 3-3 (a) |
| 1997      | Copa CAF                          | 1                | ASC Linguère          | 1-0   | 1-0    | 2-0     |
| 1997      | Copa CAF                          | 2                | Cotonsport Garoua     | 1-1   | 0-1    | 1-2     |

1- KAC Marrakech abandonó el torneo.

2- Los equipos de Mauritania fueron descalificados por las deudas que tenía su federación con la CAF.